# Шахта імені Фрунзе (Кривбас)
Шахта ім. М. В. Фрунзе — залізорудна шахта в місті Кривий Ріг. Входила до складу рудоуправління Фрунзе виробничого об'єднання «Кривбасруда», зараз — ПАТ «Євраз Суха балка» з видобутку залізної руди Криворізького залізорудного басейну підземним способом.
Проектна потужність шахти 1,7 млн тонн багатої руди.
Розробляються рудникові залягання на горизонтах 985—1135 м.
1997 року на шахті видобуто 1213,4 тис. тонн руди з вмістом заліза 57,1 %.

## Історія
У 1885 році Новоросійське товариство відкрило власні рудники (Юзівський і Білокрисовський), що розробляються відкритим способом. У 1886 році на двох рудниках видобуто близько 1,3 млн пудів (21 тис. 294 тонни). По революції він став називатися рудником імені Фрунзе. У 1929 почалося будівництво шахт. У 1959-62 побудована шахта імені М. В. Фрунзе.

## Характеристики
Розробляє центральну частину Криворізького родовища. Руди мартитові, мартит-магнетитові.
Виробнича потужність 1,05 млн т агломераційної руди на рік.
Шахта розробляє розокремлені пластоподібні, стовпоподібні і гнездоподібні рудні тіла, довжина яких змінюється від 110 до 600 м, потужність від 8 до 25 м, а кут падіння 55-72 °. Приблизно 65 % рудних покладів мають міцність 100—120 МПа, а 35 % — 30-60 МПа. Висячий бік складено мартитовими кварцитами міцністю 90-130 МПа, а лежачий — гематитовими кварцитами міцністю 70-90 МПа.
Родовище розкрите двома рудопідйомними і двома вентиляційними стволами. Системи розробки: поверхово-камерна, підповерхово-камерна і підповерхового обвалення з відбійкою руди глибокими свердловинами.
У липні 2011 року на шахті розпочато видобуток руди на новому горизонті — 1135 метрів. Першою на новому горизонті здана в експлуатацію панель № 2 покладу «Південна» з запасом руди 120 тис. т. Загальні запаси в трьох панелях блоку оцінюються на рівні 450 тис. т. Проектна якість руди визнано високою — вміст заліза становить 61,88 %.